# Kanal A
Kanal A je prva komercialna televizija v Sloveniji, ki jo ustvarja Pro Plus. Po pokritosti spada med nacionalne televizijske programe in je namenjen predvsem moškim gledalcem med 18 - 54 let.

## Zgodovina
Kanal A je ustanovil poslovnež Vladimir Polič. 17. maja 1990 je Zvezna uprava za telekomunikacije izdala dovoljenje javnemu zavodu TV Slovenija, ki je upravljal z oddajniki, za uporabo frekvenc za televizijski program Kanal A. Program so pričeli oddajati 16. maja 1991. Po pričetku oddajanja komercialne televizije POP TV je Kanal A zašel v finančne težave. Del je najprej kupila družba SBS, oktobra 2000 prevzel CME z družbo Pro Plus.
V začetku devetdesetih so ponudili precej novosti - od otroških animejev do oddaj v živo z novimi koncepti in obrazi, kot je bil kontaktni program v stilu televizije MTV Live & Kickin', ki je potekal v angleščini z voditeljem Garyjem Franklinom (1993) in Zdrava video glava (1994), Dance Session (1994), Dannyeve zvezde ... Na televiziji so imeli svoje glasbene oddaje med drugimi tudi Deja Mušič, Tomaž Domicelj in Boris Perme. Prvi so redno predvajali limonadnice in žanrske videospote kot je izbor country glasbe programa Country Music Television.
Programska shema je doslej med drugim ponudila:
- informativno-magazinsko oddajo Ekstra (predhodnica Ekstra magazina, leto 2001),
- podelitev oskarjev (marec 2001),
- lepotne izbore Miss Universe Slovenije in World Miss Universe (od leta 2001),
- prvi resničnostni šov v Sloveniji – Popstars (marec 2002),
- Svetovno nogometno prvenstvo iz Tokia (maj 2002),
- glasbeno oddajo Non Stop Music (marec 2004),
- oddajo E+ (avgust 2004),
- polovico (32) tekem Svetovnega nogometnega prvenstva iz Nemčije (junij 2006),
- oddajo Katarina (2007),
- resničnostni šov Big Brother (2007)
- oddajo TV Tuba (2008),
- resničnostni šov Big Brother (2008),
- nanizanko Svingerji (2008),
- oddajo Zvezda pokra (2010),
- UEFA Liga prvakov (2010-2012) (2015-),
- slovenska oddaja Norci na delu (2011),
- oddajo Vse kar ste želeli vedeti o pokru (2012),
- resničnostni šov TOP 4 s Tjašo Kolkalj (2013),
- resničnostni šov Big Brother (2015,2016),
- Evropsko prvenstvo v košarki 2017
- Evropsko prvenstvo v odbojki.

## Program
Kanal A pripravlja med delovniki prva večerna poročila slovenskih televizij - oddajo Svet ob 17.55. Vsak delovnik ob 19.45 je na voljo tudi krajši pregled novic dneva. Z jesenjo 2011 se je informativni program okrepil. Uredništvo Sveta je pripravljalo novo informativno oddajo – Svet: Povečava. Športni program od leta 2007 ponuja motociklistične dirke Moto3, Moto2 in MotoGP. Od leta 2010 do 2012 so predvajali UEFA Ligo prvakov in Ligo Europa. Od jeseni 2015 so spet na voljo prenosi UEFA Lige prvakov in Lige Europa. Na sporedu je tudi avtomobilistična oddaja Volan. Zabavni program je jeseni 2013 bil obogaten s šovom TOP 4 s Tjašo Kokalj, ki se je v drugi sezoni preselil na POP TV. Program predvaja tudi tuje filme in serije.

### Oddaje na Kanalu A (izsek)
| Naslov oddaje           | Format                        | Dan                         |
| ----------------------- | ----------------------------- | --------------------------- |
| Svet                    | dnevne novice                 | ponedeljek - petek ob 17.55 |
| Volan                   | avtomobilistični magazin      | nedelja ob 18.00            |
| Moto GP, Moto 2, Moto 3 | prenosi motociklističnih dirk | vikend                      |
| Pazi, kamera!           | zabavna oddaja                | vikend                      |
| Skečoholiki             | zabavna oddaja                | čez teden (torek, sreda)    |
| Dan za trening          | športna oddaja                | čez teden (torek)           |

## Nagrade
- Viktorji 2002 (2003) – viktor za posebne dosežke za projekt Popstars (prvi resničnostni šov v Sloveniji).
- Viktorji 2005 (2006) – viktor za najboljšo televizijsko oddajo E+.
- Viktorji 2006 (2007) – viktor za posebne dosežke za pokrivanje Svetovnega nogometnega prvenstva iz Nemčije.
- Viktorji 2007 (2008) - viktor za obetavno medijsko osebnost, voditeljica Sveta Lili Žagar.
- Viktorji 2007 (2008) - viktor za tv-osebnost, voditelj Sveta Marko Potrč.
- Viktorji 2008 (2009) - viktor za posebne dosežke Bojan Traver (urednik oddaje Svet).